# Alsodes monticola
Alsodes monticola Bell, 1843) è una specie di anfibi anuri appartenente alla famiglia Alsodidae.